# АЕС Олкілуото
АЕС Олкілуото (фін. Olkiluoto Nuclear Power Plant) — атомна електростанція у Західній Фінляндії. Станція розташована на узбережжі Ботнічної затоки Балтійського моря, на острові Олкілуото, що входить до складу комуни Еурайокі.
Два киплячих реактора BWR станції виробляють понад 16 % споживаної у Фінляндії електроенергії.

## Історія
Будівництво АЕС розпочалося на початку 1974 року, другого енергоблоку — у вересні 1975 року. Станцію будував «під ключ» шведський концерн ABB з використанням власних технологій. Перший енергоблок був підключений до національної енергосистеми у вересні 1978 року, другий — у лютому 1980 року. В ході двох реконструкцій 1984 і 1998 років потужність реакторів була підвищена з первинних 660 МВт до 710 і 880 МВт відповідно.

### Будівництво третього енергоблоку АЕС «Олкілуото»
У листопаді 2000 року, компанія TVO подала в уряд країни заявку на будівництво третього енергоблоку АЕС «Олкілуото». У січні 2002 року, уряд Фінляндії схвалив заявку 10 голосами проти 6.
24 травня 2002 року парламент Фінляндії проголосував за будівництво в країні енергоблоку АЕС «Олкілуото». «За» — проголосували 107 депутатів, «проти» — 92. Це було перше рішення про будівництво ядерного реактора в Європі за попередні понад 10 років. В 1993 році аналогічну пропозицію фінським парламентом було відхилено.
У березні 2003 року на тендер було висунуто чотири проєкти від трьох постачальників:
- Areva — європейський реактор з водою під тиском (EPR, European Pressurised Water Reactor) потужністю 1600 МВт, а також киплячий реактор (BWR, Boiling Water Reactor) SWR-1000 потужністю 1200 МВт;
- General Electric — економічний спрощений киплячий ядерний реактор (ESBWR, Economic Simplified Boiling Water Reactor) потужністю 1390 МВт;
- Атомстройекспорт (Росія) — ВВЕР-91/99 (модернізований варіант реактора ВВЕР-1000).

Компанія Westinghouse вирішила не виставляти на тендер свої проекти AP-1000 PWR і BWR-90+, які вона спочатку направила в TVO.
У жовтні 2003 року TVO оголосила, що обраний реактор EPR консорціуму Areva NP (спільного підприємства французької компанії Areva і німецького концерну Siemens AG), а в грудні, після офіційного закриття тендеру, підписала контракт вартістю 3 млрд євро. У жовтні 2003 року також було вирішено, що енергоблок буде побудований на АЕС «Олкілуото».
У січні 2005 року комуна Еурайокі видала дозвіл на будівництво, а 17 лютого уряд країни ухвалив остаточне рішення про будівництво.
Спочатку очікувалося, що третій енергоблок АЕС «Олкілуото» буде запущено в комерційну експлуатацію в 2010 році, проте згодом дати запуску переносилися на 2013, 2015 і 2018 роки. Станом на середину 2015 року компанія-власник не називає дату введення в комерційну експлуатацію. Вартість будівництва даного реактора оцінювалася в 3 мільярди євро, однак згодом підрядник Areva оцінив завершення будівництва в 8,5 мільярда євро, що майже в три рази більше первісної. У підсумку Фінляндія скасувала заплановане будівництво четвертого енергоблоку на «Олкілуото».
EPR мав стати першим реактором третього покоління PWR, який мав стати типовим для майбутніх будівництв. Але численні переноси, перевищення бюджету призвели до заморожування цих планів. Проблеми логістики, планування і організації роботи привернули увагу Центру радіаційної безпеки Фінляндії.
За оцінками оператора електростанції, третій блок має виробляти близько 30 % усієї електроенергії у Фінляндії. Його запустили у тестовому режимі у березні 2022 року, а в експлуатацію ввели у квітні 2023 року.

## Інформація про енергоблоки
| Енергоблок  | Тип реакторів     | Потужність при запуску | Нинішня потужність | Початок будівництва | Підключення до мережі | Введення в експлуатацію | Закриття |
| ----------- | ----------------- | ---------------------- | ------------------ | ------------------- | --------------------- | ----------------------- | -------- |
| Олкілуото-1 | BWR-2500, ABB-III | 660 МВт                | 880 МВт            | 01.02.1974          | 02.09.1978            | 10.10.1979              | —        |
| Олкілуото-2 | BWR-2500, ABB-III | 660 МВт                | 880 МВт            | 01.11.1975          | 18.02.1980            | 10.07.1982              | —        |
| Олкілуото-3 | EPR (PWR)         | 1600 МВт               | 1600 МВт           | 12.08.2005          | 21.12.21              | 16.04.2023              | —        |

## Надзвичайні події
19 листопада 2023 року, за повідомленням місцевої газети Iltalehti з посиланням на оператора станції, компанію TVO, третій реактор фінської АЕС «Олкілуото» призупинив роботу через несправність. Востаннє пошкодження на третьому реакторі АЕС «Олкілуото» виявляли у жовтні 2022 року. Тоді компанія-оператор повідомила про пошкодження внутрішніх частин насосів, які розташовані в машинному залі «Олкілуото-3». Через інцидент випробування енергоблоку перенесли.